# Liste der Distanzsteine im Landkreis Jerichower Land
Die Liste der Distanzsteine im Landkreis Jerichower Land beinhaltet die bekannten Distanzsteine im Landkreis Jerichower Land.

## Allgemeines
Im Landkreis Jerichower Land sind folgende verschiedene Distanzsteintypen vorhanden.
- preußischer Meilenstein
- Kilometerstein
- Distanzstein der DDR
- Wegweisersäule (auch wenn diese nicht immer eine Distanzangabe enthielten).

Durch die Umstellung von Meile auf Kilometer als Längenmaß wurden manche Steine umgesetzt und umgenutzt, so dass sie mitunter mehreren Typen zugeordnet werden.

## Meilensteine
| Artikel                      | Denkmal-ID                                         | Ausweisungsart | Lage                                                                                    | Beschreibung                                                                       | Kommune    | Ort                 | Bild |
| ---------------------------- | -------------------------------------------------- | -------------- | --------------------------------------------------------------------------------------- | ---------------------------------------------------------------------------------- | ---------- | ------------------- | ---- |
| Meilenstein Biederitz        | 094 71307                                          | Kleindenkmal   | B1 an der Straße zwischen Gerwisch und Heyrothsberge                                    | preußischer Ganzmeilenstein                                                        | Biederitz  | Biederitz           |      |
| Meilenstein Dretzel          |                                                    |                | B 107                                                                                   | preußischer Meilenstein                                                            | Genthin    | Dretzel             |      |
| Meilenstein Genthin          |                                                    |                | Auf dem Gelände des Kreismuseums in der Mützelstraße in Genthin                         | Sammlung von mehreren Meilensteinen                                                | Genthin    | Genthin             |      |
| Meilenstein Genthin          |                                                    |                | B1                                                                                      | preußischer Halbmeilenstein                                                        | Genthin    | Genthin             |      |
| Meilenstein Genthin          |                                                    |                | Brandenburger Straße in Genthin                                                         | preußischer Meilenstein                                                            | Genthin    | Genthin             |      |
| Meilenstein Genthin          |                                                    |                | Kreuzung Magdeburger Straße und Brandenburger Straße in Genthin                         | preußischer Meilenstein                                                            | Genthin    | Genthin             |      |
| Meilenstein Gladau           |                                                    |                | B1                                                                                      | preußischer Ganzmeilenstein                                                        | Genthin    | Gladau              |      |
| Meilenstein Hohenseeden      | 094 71237                                          | Kleindenkmal   | B1 – zwischen Reesen und Hohenseeden                                                    | preußischer Halbmeilenstein (Meilenstein Nr. 106), ehemaliges Kulturgut            | Elbe-Parey | Hohenseeden         |      |
| Meilenstein Hohenseeden      |                                                    |                | B1                                                                                      | preußischer Viertelmeilenstein (Meilenstein Nr. 105)                               | Elbe-Parey | Hohenseeden         |      |
| Meilenstein Hohenziatz       | 094 71294 (Kulturdenkmal) 428311047 (Bodendenkmal) | Kleindenkmal   | K 1230 – zwischen Möckern und Hohenziatz                                                | preußischer Ganzmeilenstein                                                        | Möckern    | Hohenziatz          |      |
| Meilenstein Karow            |                                                    |                | K 1203 – zwischen Karow und Belicke                                                     | preußischer Meilenstein                                                            | Jerichow   | Karow               |      |
| Meilenstein Körbelitz        |                                                    |                | auf dem Gelände der Straßenmeisterei – Ursprünglicher Standort war in Landhaus Zeddenik | preußischer Ganzmeilenstein                                                        | Möser      | Körbelitz           |      |
| Meilenstein Loburg           | 094 41381                                          | Kleindenkmal   | L 55 – südlich von Loburg, Höhe Diesinghof, auf östlicher Straßenseite                  | preußischer Ganzmeilenstein                                                        | Möckern    | Loburg              |      |
| Meilenstein Lüttgenziatz     | 094 71291                                          | Kleindenkmal   | K 1231 – Lüttgenziatz nach Möckern am Straßenrand beim so genannten Stern               |                                                                                    | Möckern    | Lüttgenziatz        |      |
| Meilenstein Magdeburgerforth | 094 86927                                          | Kleindenkmal   | Friedensstraße, in der Nähe des Kriegerdenkmal                                          | preußischer Viertelmeilenstein (später als Wegweiser mit Kilometerangaben genutzt) | Möckern    | Magdeburgerforth    |      |
| Meilenstein Paplitz          |                                                    | Kleindenkmal   | B 107 – in der Nähe der Grenze zwischen Sachsen-Anhalt und Brandenburg                  | Meilenstein                                                                        | Genthin    | Paplitz             |      |
| Meilenstein Parchen          |                                                    |                | B 1                                                                                     | preußischer Halbmeilenstein (Meilenstein Nr. 109)                                  | Genthin    | Parchen             |      |
| Meilenstein Parchen          |                                                    |                | B 1                                                                                     | preußischer Halbmeilenstein (Meilenstein Nr. 103)                                  | Genthin    | Parchen             |      |
| Meilenstein Redekin          |                                                    |                | B 107                                                                                   | preußischer Meilenstein                                                            | Jerichow   | Redekin             |      |
| Meilenstein Reesen           | 094 05647                                          | Kleindenkmal   | B 1 – Berliner Chaussee bei Reesen                                                      | preußischer Ganzmeilenstein (Meilenstein Nr. 109)                                  | Burg       | Reesen              |      |
| Meilenstein Reesen           | 094 71285                                          | Kleindenkmal   | B 1 – zwischen Reesen und Hohenseeden nordöstlich von Ortsausgang                       | preußischer Halbmeilenstein (Meilenstein Nr. 107)                                  | Burg       | Reesen              |      |
| Meilenstein Roßdorf          | 094 05587                                          | Kleindenkmal   | B1 – Ecke L 34 in der Nähe von Roßdorf                                                  | Nullstein der Straße nach Rathenow                                                 | Genthin    | Roßdorf             |      |
| Meilenstein Schopsdorf       |                                                    | Kleindenkmal   | L 52                                                                                    | Meilenstein                                                                        | Genthin    | Schopsdorf          |      |
| Meilenstein Scharteucke      |                                                    |                | B 107                                                                                   | preußischer Meilenstein                                                            | Jerichow   | Scharteucke         |      |
| Meilenstein Stegelitz        |                                                    |                | B 246a                                                                                  | preußischer Meilenstein                                                            | Möckern    | Stegelitz (Möckern) |      |
| Meilenstein Wahlitz          |                                                    |                | B1                                                                                      | preußischer Meilenstein                                                            | Gommern    | Wahlitz             |      |
| Meilenstein Wiechenberg      |                                                    |                | B1                                                                                      | preußischer Viertelmeilenstein                                                     | Genthin    | Wiechenberg         |      |
| Meilenstein Wüstenjerichow   |                                                    | Kleindenkmal   | L 52                                                                                    | Meilenstein                                                                        | Möckern    | Wüstenjerichow      |      |

## Kilometersteine
| Artikel                | Denkmal-ID | Ausweisungsart | Lage                                                            | Beschreibung   | Kommune | Ort     | Bild |
| ---------------------- | ---------- | -------------- | --------------------------------------------------------------- | -------------- | ------- | ------- | ---- |
| Kilometerstein Genthin |            |                | Auf dem Gelände des Kreismuseums in der Mützelstraße in Genthin | Kilometerstein | Genthin | Genthin |      |

## Distanzsteine DDR
| Artikel                          | Denkmal-ID | Ausweisungsart | Lage | Beschreibung | Kommune   | Ort          | Bild |
| -------------------------------- | ---------- | -------------- | --- | ------------ | --------- | ------------ | ---- |
| Distanzstein Büden               |            |                | Mitten im Ort gelegen                                                                                             | Distanzstein | Gommern   | Büden        |      |
| Distanzstein K1211 1,8 Kilometer |            |                | An der K1211 gelegen mitten im Ort, Distanz bezieht sich auf die Entfernung zur Kreuzung mit der L52              | Distanzstein | Möckern   | Stresow      |      |
| Distanzstein K1211 4,2 Kilometer |            |                | An der K1211 gelegen mitten im Ort, Distanz bezieht sich auf die Entfernung zur Kreuzung mit der L52              | Distanzstein | Möckern   | Rietzel      |      |
| Distanzstein K1211 4,5 Kilometer |            |                | An der K1211 gelegen mitten im Ort, Distanz bezieht sich auf die Entfernung zur Kreuzung mit der L52              | Distanzstein | Möckern   | Rietzel      |      |
| Distanzstein K1217 2,2 Kilometer |            |                | An der K1217 gelegen, am südlichen Dorfeingang, Distanz bezieht sich auf die Entfernung zur Kreuzung mit der B246 | Distanzstein | Biederitz | Woltersdorf  |      |
| Distanzstein K1231 2,3 Kilometer |            |                | An der K1231 gelegen, Distanz bezieht sich auf die Entfernung zur Kreuzung mit der K1230                          | Distanzstein | Möckern   | Lüttgenziatz |      |
| Distanzstein K1231 2,4 Kilometer |            |                | An der K1231 gelegen, Distanz bezieht sich auf die Entfernung zur Kreuzung mit der K1230                          | Distanzstein | Möckern   | Lüttgenziatz |      |
| Distanzstein K1231 2,5 Kilometer |            |                | An der K1231 gelegen, Distanz bezieht sich auf die Entfernung zur Kreuzung mit der K1230                          | Distanzstein | Möckern   | Lüttgenziatz |      |
| Distanzstein K1231 3,6 Kilometer |            |                | An der K1231 gelegen, Distanz bezieht sich auf die Entfernung zur Kreuzung mit der K1230                          | Distanzstein | Möckern   | Lüttgenziatz |      |

## Wegweisersäulen
| Artikel                    | Denkmal-ID | Ausweisungsart | Lage                                                                                              | Beschreibung | Kommune    | Ort              | Bild |
| -------------------------- | ---------- | -------------- | ------------------------------------------------------------------------------------------------- | --- | ---------- | ---------------- | ---- |
| Wegweiser Burg             |            | Kleindenkmal   | Kreuzung der Straßen Markt, Zerbster Straße in Burg                                               | 1999 entstandene Kopie eines preußischen Ganzmeilensteines ohne historischen Vorgänger und mit Kilometerangaben   | Burg       | Burg             |      |
| Wegweiser Friedensau       |            |                | K 1006 – Am Abzweig an Friedensau                                                                 | viereckiger Wegweiserstein                                                                                        | Möckern    | Friedensau       |      |
| Wegweiser Hohenseeden      |            |                | L 54                                                                                              | viereckiger Wegweiserstein                                                                                        | Elbe-Parey | Hohenseeden      |      |
| Wegweiser Hohenziatz       |            |                | K 1230 – Von Hohenziatz nach Möckern am Straßenrand                                               | viereckiger Wegweiserstein                                                                                        | Möckern    | Hohenziatz       |      |
| Wegweiser Kähnert          |            |                | L 52 – Am Abzweig nach Kähnert zwischen Theeßen und Grabow                                        | viereckiger Wegweiserstein                                                                                        | Möckern    | Kähnert          |      |
| Wegweiser Königsborn       | 094 71308  | Kleindenkmal   | B 246 – Kreuzung Möckerner Str. und Friedensstraße                                                | Wegweiserstein | Biederitz  | Königsborn       |      |
| Wegweiser Krüssau          |            |                | Waldweg                                                                                           | viereckiger Wegweiserstein                                                                                        | Möckern    | Krüssau          |      |
| Wegweiser Lüttgenziatz     |            |                | in Lüttgenziatz an der Kreuzung Pabsdorfer Weg und Dorfstraße                                     | dreieckiger Wegweiserstein am ehemaligen Verbindungsweg nach Pabsdorf                                             | Möckern    | Lüttgenziatz     |      |
| Wegweiser Lüttgenziatz     |            |                | in einem Waldstück an der Straße zwischen Lüttgenziatz und Räckendorf                             | dreieckiger Wegweiserstein an der alten Kreuzung der Wege nach Friedensau, Lüttgenziatz, Pabstdorf und Räckendorf | Möckern    | Lüttgenziatz     |      |
| Wegweiser Magdeburgerforth | 094 86927  | Kleindenkmal   | Friedensstraße, in der Nähe des Kriegerdenkmal                                                    | Wegweiserstein (ehemaliger preußischer Viertelmeilenstein)                                                        | Möckern    | Magdeburgerforth |      |
| Wegweiser Möckern          |            |                | K 1230 – Von Hohenziatz nach Möckern am Straßenrand                                               | dreieckiger Wegweiserstein                                                                                        | Möckern    | Möckern          |      |
| Wegweiser Möckern          |            |                | K 1230 – Von Hohenziatz nach Möckern am Straßenrand, in unmittelbarer Nähe zum Ortseingangsschild | dreieckiger Wegweiserstein                                                                                        | Möckern    | Möckern          |      |
| Wegweiser Theeßen          |            |                | L 52 – in Theeßen am Abzweig nach Räckendorf                                                      | viereckiger Wegweiserstein                                                                                        | Möckern    | Theeßen          |      |
| Wegweiser Wallwitz         |            |                | Feldweg in der Nähe der B 246a                                                                    | dreieckiger Wegweiserstein                                                                                        | Möckern    | Wallwitz         |      |
| Wegweiser Ziegelsdorf      |            |                | K 1002 – Kreuzung in Zeigelsdorf, Abzweig nach Stresow und Rietzel                                | viereckiger Wegweiserstein                                                                                        | Möckern    | Ziegelsdorf      |      |